# Sogophagus serangodes
Sogophagus serangodes är en mångfotingart som först beskrevs av Carl Graf Attems 1897.  Sogophagus serangodes ingår i släktet Sogophagus och familjen Gonibregmatidae. Inga underarter finns listade i Catalogue of Life.